# Taughannock Falls State Park

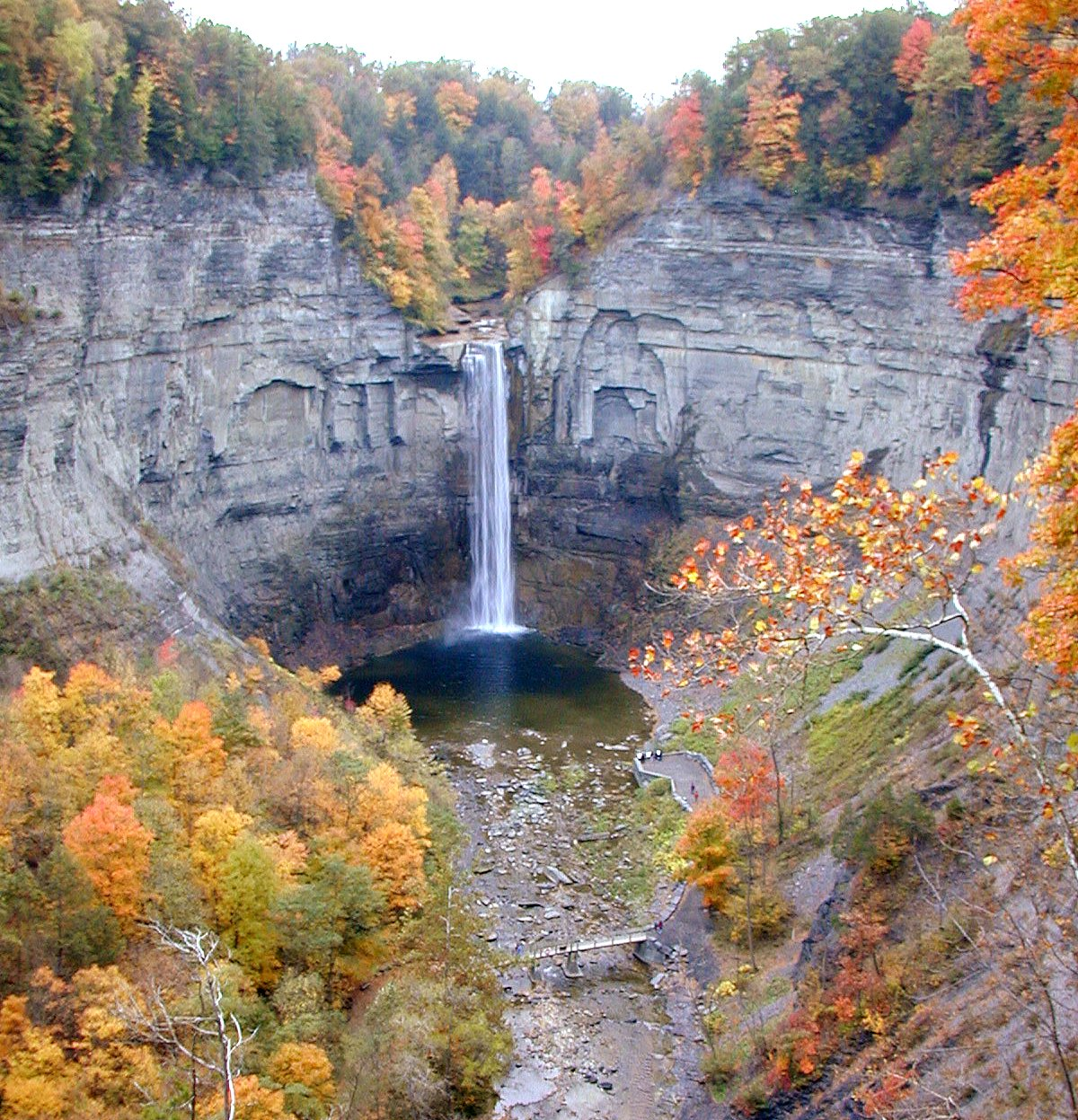
Taughannock Falls

Im Taughannock Falls State Park bilden Wasserfälle, die Taughannock Falls, die Hauptattraktion. Der Park liegt im Tompkins County in der Finger Lakes Region in Zentral New York, zwischen Trumansburg (Ulysses Township) und Ithaca. Die Taughannock Falls sind mit einer Fallhöhe von 66 m (215 ft) die höchsten freifallenden Wasserfälle östlich der Rocky Mountains. Die Taughannock Falls sind etwa 8 m höher als die Niagarafälle. Die Fälle liegen am Ende der Taughannock-Falls-Schlucht, die bis zu 85 m (300 ft) senkrecht aufragt. 

## Lage
Die Fälle liegen am Westufer des Cayuga Lake in der Nähe von Ithaca, NY. 

## Attraktionen
- Taughannock ist ein ganzjährig nutzbares, touristisch erschlossenes Gebiet. Die Fälle und die Schlucht bilden ein natürliches Amphitheater, das mit der Gischt der Fälle gefüllt ist. Rund um die Schlucht gibt es viele Wanderpfade, die teils ans untere Ende, teils ans obere Ende der Schlucht führen.
- Etwas von den Fällen entfernt kann im Fluss Taughannock Creek sowie im Cayugasee geschwommen werden.